# رئيس وزراء المجر
رئيس وزراء المجر (بالمجرية: Magyarország miniszterelnöke) هو رئيس حكومة المجر. رئيس الوزراء ومجلس الوزراء مسؤولون جماعيًا عن سياساتهم وأفعالهم أمام البرلمان وحزبهم السياسي وفي النهاية أمام الناخبين. يشغل المنصب حاليًا فيكتور أوربان، زعيم التحالف المدني المجري، الذي يشغل المنصب منذ 29 مايو 2010.
وفقًا للدستور المجري، يتم ترشيح رئيس الوزراء من قبل رئيس المجر ويتم انتخابه رسميًا من قبل الجمعية الوطنية. من الناحية الدستورية، يتعين على الرئيس ترشيح زعيم الحزب السياسي الذي يفوز بأغلبية المقاعد في الجمعية الوطنية كرئيس للوزراء. إذا لم يكن هناك حزب يتمتع بالأغلبية، يعقد الرئيس اجتماعًا مع زعماء جميع الأحزاب الممثلة في الجمعية ويرشح الشخص الأكثر احتمالية لقيادة الأغلبية في الجمعية، والذي يتم انتخابه رسميًا بأغلبية بسيطة من الجمعية. في الممارسة العملية، عندما يحدث هذا الموقف، يكون رئيس الوزراء هو زعيم الحزب الذي يفوز بأغلبية الأصوات في الانتخابات، أو زعيم الشريك الأكبر في الائتلاف الحاكم.

## اللقب الرسمي
لقب رئيس حكومة المجر في اللغة المجرية هو miniszterelnök. ويعني هذا حرفيًا "«رئيس الوزراء». ومع ذلك، نظرًا لأن لقب «رئيس الوزراء» أو "رئيس مجلس الدولة" هو اللقب الأكثر شيوعًا في النظام البرلماني لرئيس الحكومة في الدول الناطقة باللغة الإنجليزية، فإن معظم المصادر الإنجليزية تترجم اللقب إلى «رئيس الوزراء».

## تاريخ المنصب

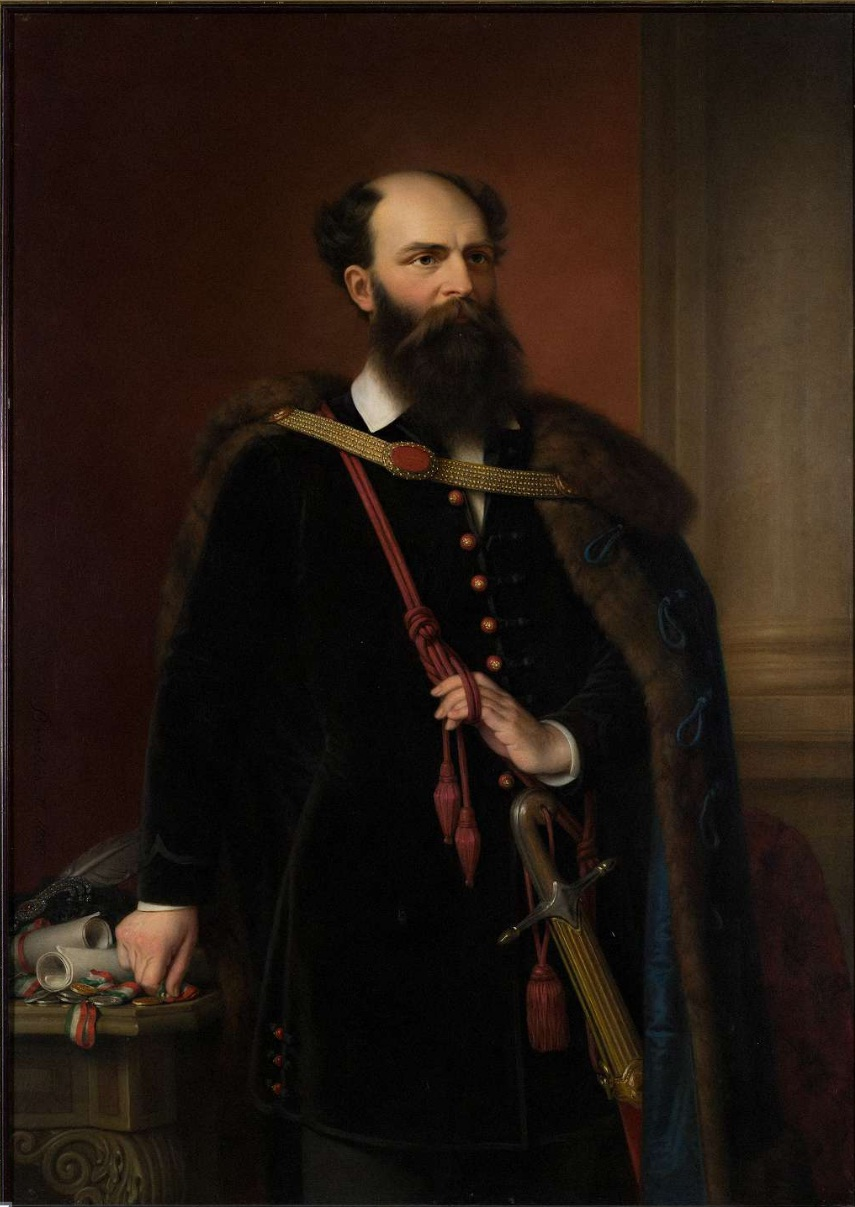
صورة للكونت لاجوس باتياني، بريشة ميكلوس باراباس، 1848. تم تعيينه كأول رئيس وزراء للمجر.

### بلاطين المجرية
بلاطين (باللاتينية: comes palatii، comes palatinus، لاحقًا palatinus (regni)، بالمجرية: nádorispán/nádor، بالسلوفاكية: nádvorný župan / nádvorný špán، لاحقًا: palatín/nádvorník، بالألمانية: Palatin) كان أعلى منصب في مملكة المجر. بعد العاهل (نوع من رئيس الوزراء القوي والقاضي الأعلى) من صعود المملكة حتى 1848/1918.
في البداية، كان في الواقع ممثلاً للملك، ثم نائباً للملك. وفي القرون الأولى للمملكة، كان الملك يعينه، ثم ينتخبه مجلس مملكة المجر. وبعد أن عزز آل هابسبورغ قبضتهم على المجر، أصبحت الكرامة منصباً معيناً مرة أخرى. وأخيراً، أصبحت وراثية في فرع صغير من سلالة هابسبورغ بعد أن عين الملك فرانتس شقيقه يوزف.

### إنشاء المنصب
خلال الثورة المجرية عام 1848، أراد الثوار إنشاء حكومة مجرية مستقلة عن الإمبراطورية النمساوية ومستشارية بودا (التي كانت مكتب الحاكم العام الإمبراطوري). وكانت إحدى النقاط الاثنتي عشرة تنص على ما يلي: 2. حكومة مسؤولة في بودا-بشت.
عيَّن فرديناند الخامس الكونت لاجوس باتياني في منصب رئيس وزراء المجر في 17 مارس 1848. وأطلق على الحكومة اسم الوزارة، وهو اسم مختلف عن الاسم الحالي. وأطلق على الوزارات اسم الإدارات. وكان المنصب شاغرًا بعد هزيمة معركة التحرير.

## وصلات خارجية
- Official government Web site of the Office of the Prime Minister